# Andalucía (Radsportteam)

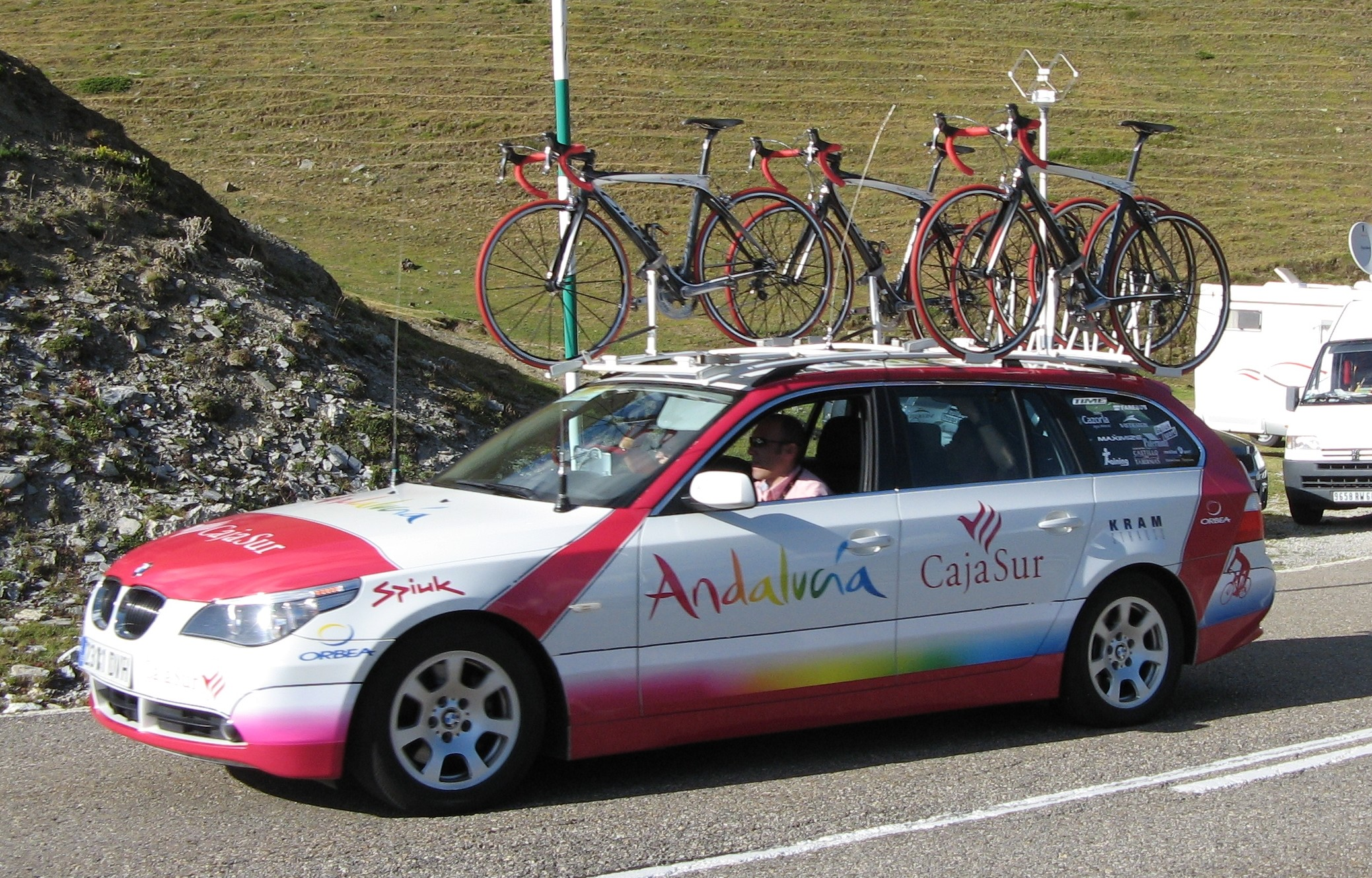
Teamfahrzeug bei der Vuelta a España 2008

Andalucía war ein spanisches Radsportteam.
Die 2004 gegründete Mannschaft nahm seit 2005 als Continental Team an internationalen Radrennen, insbesondere der  UCI Europe Tour teil. Von 2006 bis 2012 besaß das Team eine Lizenz als Professional Continental Team. Bis 2006 war Paul Versan Co-Sponsor, von 2007 bis 2010 übernahm Cajasur diesen Teil. Im Jahr 2011 war Caja Granada Namenssponsor des Teams. Zur Saison 2013 verweigerte der Weltradsportverband UCI dem Team die Registrierung als Professional Continental Team. Nachdem das Team innerhalb der hierfür gesetzten Frist keine hinreichenden Sponsorengelder akquirieren konnte, scheiterte auch die Registrierung als Continental Team und wurde aufgelöst.

## Saison 2012

### Erfolge in der UCI America Tour
In der Saison 2012 gelangen dem Team nachstehende Erfolge in der UCI America Tour.
| Datum      | Rennen                  | Kat. | Fahrer           |
| ---------- | ----------------------- | ---- | ---------------- |
| 6. Januar  | 2. Etappe Vuelta Chile  | 2.2  | Juan José Lobato |
| 10. Januar | 5b. Etappe Vuelta Chile | 2.2  | Adrián Palomares |
| 12. Januar | 7. Etappe Vuelta Chile  | 2.2  | Javier Ramírez   |
| 15. Januar | 10. Etappe Vuelta Chile | 2.2  | Juan José Lobato |

### Erfolge in der UCI Asia Tour
In der Saison 2012 gelangen dem Team nachstehende Erfolge in der UCI Asia Tour.
| Datum       | Rennen                         | Kat. | Sieger           |
| ----------- | ------------------------------ | ---- | ---------------- |
| 11. Mai     | 1. Etappe Azerbaïjan Tour      | 2.2  | Javier Ramírez   |
| 15. Mai     | 5. Etappe Azerbaïjan Tour      | 2.2  | Javier Chacón    |
| 11.–16. Mai | Gesamtwertung Azerbaïjan Tour  | 2.2  | Javier Ramírez   |
| 3. Juli     | 5. Etappe Tour of Qinghai Lake | 2.HC | Juan José Lobato |

### Erfolge in der UCI Europe Tour
In der Saison 2012 gelangen dem Team nachstehende Erfolge in der UCI Europe Tour.
| Datum       | Rennen                 | Kat. | Sieger         |
| ----------- | ---------------------- | ---- | -------------- |
| 20. Februar | 1. Etappe Ruta del Sol | 2.1  | Javier Ramírez |

### Zugänge – Abgänge
| Zugänge       | Team 2011              | Abgänge              | Team 2012  |
| ------------- | ---------------------- | -------------------- | ---------- |
| Javier Chacón | KTM-Murcia             | Antonio Piedra       | Caja Rural |
| Gustavo César | Xacobeo Galicia (2010) | José Alberto Benítez | Unbekannt  |
| Román Osuna   | Neoprofi               | David Bernabéu       | Unbekannt  |
| Jordi Simón   | Neoprofi               | Juan Javier Estrada  | Unbekannt  |
| José Vega     | Neoprofi               | Manuel Ortega        | Unbekannt  |

### Mannschaft
| Name                 | Geburtstag          | Nationalität | Team 2013                   |
| -------------------- | ------------------- | ------------ | --------------------------- |
| Antonio Cabello      | 5. Januar 1990      | Spanien      | Telco´m-Conor               |
| José Luis Caño       | 28. April 1988      | Spanien      |                             |
| Sergio Carrasco      | 17. Februar 1985    | Spanien      | Tusnad Cycling Team         |
| Gustavo César        | 29. Januar 1980     | Spanien      | OFM-Quinta da Lixa          |
| Javier Chacón        | 29. Juli 1985       | Spanien      | Mobel-Murcia                |
| Pablo Lechuga        | 16. August 1990     | Spanien      | Cajamar-Cosentino           |
| Juan José Lobato     | 29. Dezember 1988   | Spanien      | Euskaltel Euskadi           |
| Román Osuna          | 15. September 1989  | Spanien      | Etcetera-Worldofbike        |
| Adrián Palomares     | 18. Februar 1976    | Spanien      | Cyclingteam de Rijke-Shanks |
| Javier Ramírez       | 14. März 1978       | Spanien      | Rádio Popular-Onda          |
| José Luis Roldán     | 13. November 1985   | Spanien      | Atika-Asmeval               |
| Jesús Rosendo        | 16. März 1982       | Spanien      | De Ciclismo Mas Que Bici    |
| Eloy Ruiz            | 7. Januar 1989      | Spanien      | Telco´m-Conor               |
| Jordi Simón          | 6. September 1990   | Spanien      | Colouer Bicycles            |
| José Vicente Toribio | 22. Dezember 1985   | Spanien      | Team Ukyo                   |
| José Vega            | 17. November 1986   | Spanien      |                             |
| Stagiaires           | Stagiaires          | Nationalität | Nationalität                |
| Jesús Alberto Rubio  | Jesús Alberto Rubio | Spanien      | Spanien                     |

## Saison 2011
siehe Hauptartikel Andalucía Caja Granada/Saison 2011

## Saison 2010
siehe Hauptartikel Andalucía-Cajasur/Saison 2010

## Saison 2009

### Erfolge in den Continental Circuits
In den Rennen des UCI Continental Circuits gelangen dem Team nachstehende Erfolge.
| Datum       | Rennen                                          | Kat. | Fahrer         |
| ----------- | ----------------------------------------------- | ---- | -------------- |
| 23. Januar  | 5. Etappe Tour de San Luis                      | 2.2  | Xavier Tondo   |
| 15. Februar | Prolog Ruta del Sol                             | 2.1  | Xavier Tondo   |
| 2. Mai      | 5. Etappe Vuelta a Asturias                     | 2.1  | Ángel Vicioso  |
| 14. Mai     | 1. Etappe Grande Prémio Paredes Rota dos Móveis | 2.1  | Manuel Ortega  |
| 11. August  | 5. Etappe Volta a Portugal                      | 2.HC | Antonio Piedra |

## Platzierungen in UCI-Ranglisten
UCI America Tour
| Saison | Mannschaftswertung | Fahrerwertung           |
| ------ | ------------------ | ----------------------- |
| 2007   | 18.                |                         |
| 2008   |                    |                         |
| 2009   | 28.                | Xavier Tondo (151.)     |
| 2010   | -                  | -                       |
| 2011   | 25.                | Antonio Piedra (132.)   |
| 2012   | 31.                | Juan José Lobato (169.) |

UCI Asia Tour
| Saison | Mannschaftswertung | Fahrerwertung        |
| ------ | ------------------ | -------------------- |
| 2009   | -                  | -                    |
| 2010   | -                  | -                    |
| 2011   | 31.                | Pablo Lechuga (141.) |
| 2012   | 16.                | Javier Ramírez (23.) |

UCI Europe Tour
| Saison | Mannschaftswertung | Fahrerwertung                 |
| ------ | ------------------ | ----------------------------- |
| 2005   | 31.                | Carlos Castaño (29.)          |
| 2006   | 39.                | Adolfo García (66.)           |
| 2007   | 44.                | Manuel Vázquez (99.)          |
| 2008   | 58.                | Francisco José Ventoso (117.) |
| 2009   | 24.                | Xavier Tondo (14.)            |
| 2010   | 30.                | Ángel Vicioso (26.)           |
| 2011   | 62.                | Juan José Lobato (123.)       |
| 2012   | 75.                | Adrián Palomares (244.)       |

UCI World Calendar
| Saison | Mannschaftswertung | Fahrerwertung        |
| ------ | ------------------ | -------------------- |
| 2009   | 29.                | Xavier Tondo (123.)  |
| 2010   | 32.                | Javier Moreno (246.) |